# Neorganski polimer
Neorganski polimeri su polimeri sa skeletalnom strukturom koja ne sadrži atome ugljenika u osnovi. Polimeri koji sadrže neorganske i organske komponente ponekad nazivaju hibridnim polimerima, i znatan deo neorganskih polimera su hibridni polimeri. Jedan od dobro poznatih primera je polidimetilsiloksan, koji se naziva i silikonskom gumom. Neorganski polimeri imaju izvesna svojstva koja se ne sreću kod organskih materijala, uključujući fleksibilnost na niskim temperaturama, električnu provodljivost, i nezapaljivost. Neorganski polimeri su uglavnom jednodimenzionalni. Oni nisu ekstenzivno unakrsno povezani materijali kao što su silikatni minerali. Neorganski polimeri sa podesivim ili responzivnim svojstvima se ponekad nazivaju pametnim neorganskim polimerima. Specijalna klasa neorganskih polimera su geopolimeri, koji mogu da budu antropogeni, ili da se javljaju u prirodi.

## Osnova glavne grupe elemenata
Tradicionalno, oblast neorganskih polimera je usredsređena na materijale čija osnova se ekskluzivno sastoji od elemenata glavne grupe.

### Homolančani polimeri
Homolančani polimeri imaju samo jedan tip atoma u glavnom lancu. Jedan od članova ove grupe je polimerni sumpor, koji reverzibilno formira nakon otapanja bilo koji od cikličnih alotropa, kao što je S8. Organski polisulfidi i polisulfani imaju kratke lance sumpornih atoma, na čijim krajevima su respektivno alkil grupe ili H. Elementarni telur i sivi alotropi elementarnog selena su takođe polimeri, mada oni nisu obradivi
Polimerne forme elemenata grupe IV su dobro poznate. Najznačajniji materijali su polisilani, koji su analogni sa polietilenom i srodnim organskim polimerima. Oni su manje postojani od svojih organskih analoga, i zbog dužih Si-Si veza nose veće supstituente. Poli(dimetilsilan) se priprema redukcijom dimetildihlorosilana. Pyrolysis of poly(dimethylsilane) gives SiC fibers.
Teži analozi polisilana su isto tako poznati. Oni obuhvataju poligermane, , i polikalajna jedinjenja, .

### Heterolančani polimeri

#### Si-bazirani
Heterolančani polimeri imaju više od jednog tipa atoma u glavnom lancu. Tipično se naizmenično javljaju dva tipa atoma duž glavnog lanca. Od znatnog komercijalnog interesa su polisiloksani, kod kojih glavni lanac sadrži Si i O centere, -Si-O-Si-O-. Svaki Si centar ima dva supstituenta, obično metil ili fenil. Primeri takvih jedinjenja obuhvataju polidimetilsiloksan (PDMS, (Me2SiO)n), polimetilhidrosiloksan (PMHS (MeSi(H)iO)n) i polidifenulsiloksan (Ph2SiO)n). Srodni siloksanima su polisilazani. Ti materijali imaju opštu formulu osnove: Si-N-Si-N-. Primer je perhidridopolisilazan PHPS. Takvi materijali su od akademskog interesa.

#### P-bazirani
Srodna familija dobro izučenih neorganskih polimera su polifosfazeni. Njihova osnova je -P-N-P-N-. Sa dva supstituenta na fosforu, oni su strukturno srodni sa polisiloksanima. Ovi materijali se pripremaju polimerizacijom uz otvaranje prstena heksahlorofosfazena, čemu sledi supstitucija P-Cl grupa alkoksidom. Takvi materijali nalaze specijalizovane primene kao elastomeri.

#### B-bazirani
Bor-azotni polimeri imaju -B-N-B-N- osnove. Jedan primer su poliborazileni, ili poliaminoborani.

#### S-bazirani
Politiazili imaju osnovu: -S-N-S-N-. Za razliku od većine neorganskih polimera, ovim materijalima nedostaju supstituenti na atomima glavnog lanca. Takvi materijali manifestuju visoku električnu provodljivost, nalaz koji je privlačih mnogo pažnje u vreme kad su poliacetileni otkriveni. On je superprovodnik ispod 0,26 K.

#### Jonomeri
Jonomeri se obično ne klasifikuju u zajebnu grupu. Fosforno-kiseonični i borno-kiseonični polimeri obuhvataju polifosfate i poliborate.

## Polimeri s prelaznim metalima
Neorganski polimeri takođe obuhvataju materijale sa prelaznim metalima u osnovi. Takvi materijali su retko podesni za obradu. Primeri takvih jedinjenja su Krogmanova so i Magnusova zelena so.

## Polimerizacioni metodi
Neorganski polimeri se formiraju, poput organskih polimera koristeći više pristupa:
- Postepena polimerizacija: Polisiloksani;
- Polimerizacija rastom lanca: Polisilani;
- Polimerizacija otvaranjem lanca: Poli(dihlorofosfazen).

## Reakcije
Neorganski polimeri su prekurzori neorganskih čvrstih materija. Ovaj tip reakcije je ilustrovan vešestepenom konverzijom amonijum borana do diskretnih prstena i oligomera, koji nakon pirolize daju bor nitride.

## Spoljašnje veze
- Polymer Structure